# Pamela J. Bjorkman
Pamela Jane Bjorkman, conocida como Pamela J. Björkman, (Portland, 1956) es una bioquímica estadounidense. Es la profesora de la cátedra David Baltimore Professor del Instituto de Tecnología de California (Caltech). Su investigación se centra en el estudio de las estructuras tridimensionales de las proteínas relacionadas con el CMH de clase I o Complejo de Histocompatibilidad Mayor, proteínas del sistema inmunológico y proteínas implicadas en las respuestas inmunológicas a los virus. Bjorkman es más conocida como pionera en el campo de la biología estructural.

## Trayectoria

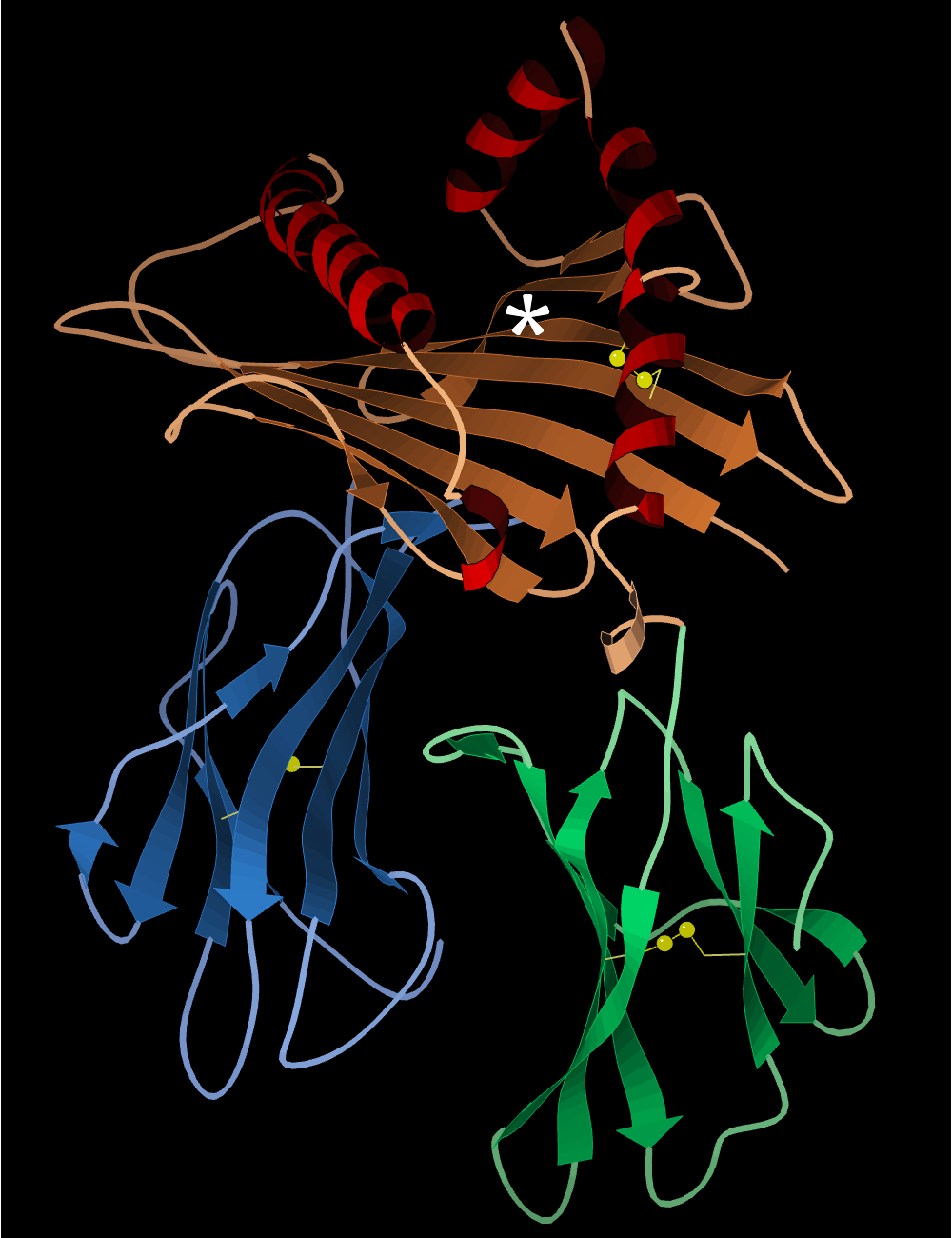
HLA-Una2 molécula; péptido antigen surco (protagonizado) arriba ámbito

Obtuvo una licenciatura en química en la Universidad de Oregón, bajo la dirección de Hayes Griffith y Patricia Jost. Recibió su doctorado en bioquímica en la Universidad de Harvard en 1984, donde trabajó en el laboratorio de Don Wiley. Se quedó en el laboratorio de Wiley en una posición postdoctoral donde finalmente resolvió la primera estructura cristalina de una proteína del MHC - el antígeno de histocompatibilidad humano HLA-A2. Este trabajo fue publicado en 1987, primero con una resolución de 3.5Å (PDB entrada 1HLA) y luego perfeccionado con 2.6Å (PDB entrada 3HLA).
Continuó su investigación postdoctoral en la Stanford Universidad, en el laboratorio de Mark Davis, estudiando los receptores de células T que reconocen los antígenos presentados en el surco de unión de las proteínas del MHC. En 1989, se unió a la facultad de biología del Instituto de Tecnología de California como profesora adjunta. Obtuvo la titularidad como profesora adjunta en 1995 y fue ascendida a profesora titular en 1998. Fue investigadora del HHMI de 1989 a 2015.
El laboratorio Bjorkman está interesado en el reconocimiento inmunológico de los patógenos virales a fin de desarrollar una mejor terapéutica contra los virus de rápida evolución como el VIH-1. Usan cristalografía de rayos X, microscopía crioelectrónica y bioquímica para estudiar las glicoproteínas de la envoltura de los patógenos y las proteínas de la respuesta inmune del huésped. Usan información estructural y arquitecturas alternativas de anticuerpos, que son reactivos de ingeniería basados en anticuerpos con mayor potencia y amplitud. También están investigando los correlatos estructurales de la neutralización amplia y potente del VIH-1 mediada por anticuerpos para comprender mejor lo que conduce a la aparición natural de anticuerpos amplios y potentes. En trabajos relacionados, utilizan técnicas de imágenes tridimensionales como la tomografía electrónica y la microscopía fluorescente para investigar la infección por VIH/SIV en tejidos animales y humanos.
El número de Erdős de Bjorkman es el 2, basado en la publicación de un análisis estructural y matemático de la simetría de la ferritina del insecto con el matemático Peter Hamburger.

## Reconocimientos
- 1989 Pew Scholar en Ciencias Biomédicas por el Pew Charitable Trusts[5]
- 1993 Premio William B. Coley Award del Instituto de Investigación del Cáncer
- 1994 Gairdner Foundation International Award (conjuntamente con Don Wiley)
- 1994 Premio de Ciencias James R. Klinenberg de la Arthritis Foundation[6]
- 1996 Premio de investigación de AAI-PharMingen[7]
- 1996 Paul Ehrlich y Ludwig Darmstaedter Prize
- 1997 Miembro de la American Academy of Arts and Sciences[8]
- 1997 Premio de Ciencias James R. Klinenberg de la Arthritis Foundation
- 2001 Miembro de la National Academy of Sciences[9]
- 2002 Max Planck Research Award
- 2004 Premio al científico distinguido Rose Payne[10]
- 2006 L'Oreal-UNESCO Women in Science
- 2010 Premio Pionero del Director del Instituto Nacional de Salud
- 2025 Premio Wolf en Medicina